# Ela Não Pode Saber
"Ela Não Pode Saber" é uma canção da dupla brasileira Munhoz & Mariano. Foi lançada em 8 de janeiro de 2016 no iTunes. O videoclipe da canção foi lançado em 7 de dezembro de 2015.

## Desempenho nas tabelas musicais
| Parada (2016)                             | Melhor posição |
| ----------------------------------------- | -------------- |
| Brasil - Billboard Brasil Hot 100 Airplay | 29             |